# Nogales
Byen Nogales er hovedsæde i Santa Cruz County i delstaten Arizona i USA.
Nogales ligger ved den internationale grænse til Mexico og er delt i to dele: en amerikansk og mexicansk. Byen bærer det samme navn også på den anden side af grænsen i Mexico.